# Austin City Limits
Austin City Limits (ACL) es un programa de música televisivo estadounidense grabado en vivo en Austin, Texas, por Public Broadcasting Service (PBS) miembro de la estación televisiva KLRU, y retransmitido por muchas emisoras alrededor de los Estados Unidos.

## Características
El espectáculo ayudó a Austin a convertirse en la "Capital de Música Viva del Mundo", y es el espectáculo televisivo único en recibir la Medalla Nacional de Artes, que le fue otorgada en 2003. También ganó un Premio Peabody en 2011 "por sus más de tres décadas de presentar y preservar los géneros musicales americanos."
Inicialmente creado para celebrar la música de Texas, incluyendo el western swing, el Texas blues, la música Tejana, el progresive country y el rock n' roll, por la serie han ido pasando artistas nacionales e internacionales de una amplia gama de estilos musicales, incluyendo el jazz, el country alternativo, la americana, el rock alternativo, la música folk, y el jam band.

## La emisión piloto de televisión
La emisión piloto fue filmada el 17 de octubre de 1974, y fue protagonizada por Willie Nelson. (B. W. Stevenson en realidad fue grabado la noche anterior, pero la grabación fue considerada inutilizable). La deliberada falta de producción de la filmación y la atención al detalle del audio complacieron incluso al notoriamente tímido Nelson, y Bill Arhos lanzó la emisión piloto de PBS como parte de sus previsiones para 1975. El éxito de recaudación de fondos fue suficiente para que Arhos pudiera obtener de ACL luz verde para producir una serie.

## Disponibilidad de los programas
El espectáculo inspiró la creación del Austin City Limits Music Festival, un festival anual de música en vivo en el Parque Zilker en Austin.

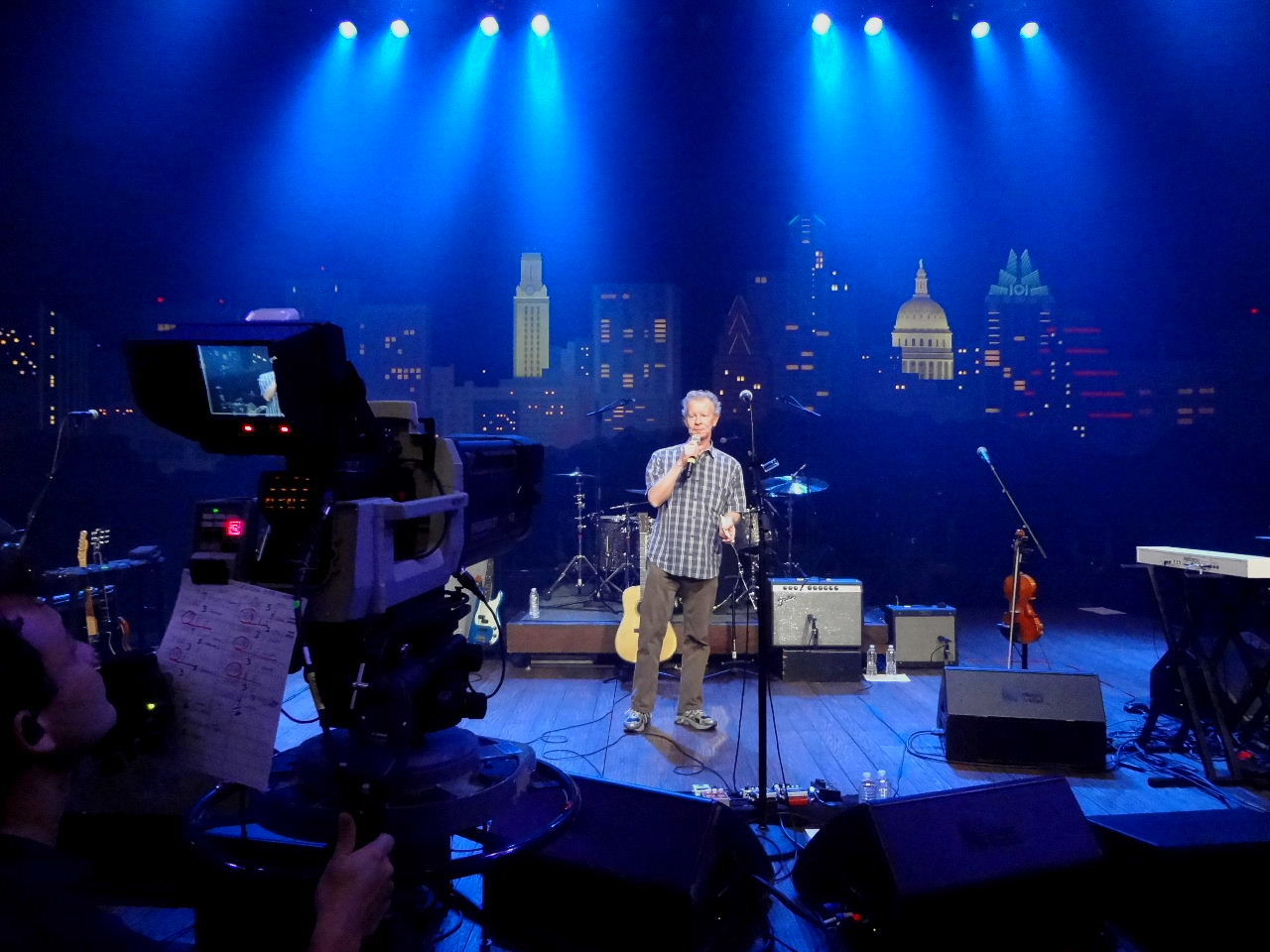
Terry Lickona - Productor de Austin City Limits (1979-presente)

En 1982, Bill Arhos volvió a Austin City Limits como productor ejecutivo a partir en la temporada séptima, y permaneció hasta su jubilación en la temporada 24 (1999). En 2015, Arhos murió a la edad de 80 años. En 2014, fue incluido en el Austin City Limits Salón de la Fama.
Algunas de las actuaciones de Austin City Limits se han lanzado como CD y DVD en la serie Live from Austin, TX. Episodios completos también pueden consultarse en línea en el sitio web oficial. Hay una tienda Austin City Limits en el Austin-Bergstrom, Aeropuerto Internacional.
El 21 de junio de 2012, el Rock and Roll Hall of Fame de Cleveland, Ohio, anunció que casi cuarenta años de grabaciones de Austin City Limits serían archivadas digitalmente "a perpetuidad" en el Museo, en la nueva Biblioteca y Archivos. Así registros de más de 800 actuaciones en vivo estarán disponibles para el público.
MTV Live (antes Palladia HD) ha adquirido los derechos de la serie en 2016. En el año 2002, los mayores episodios fueron emitidos por la CMT, como parte de su serie "Best of Austin City Limits".

## Producción

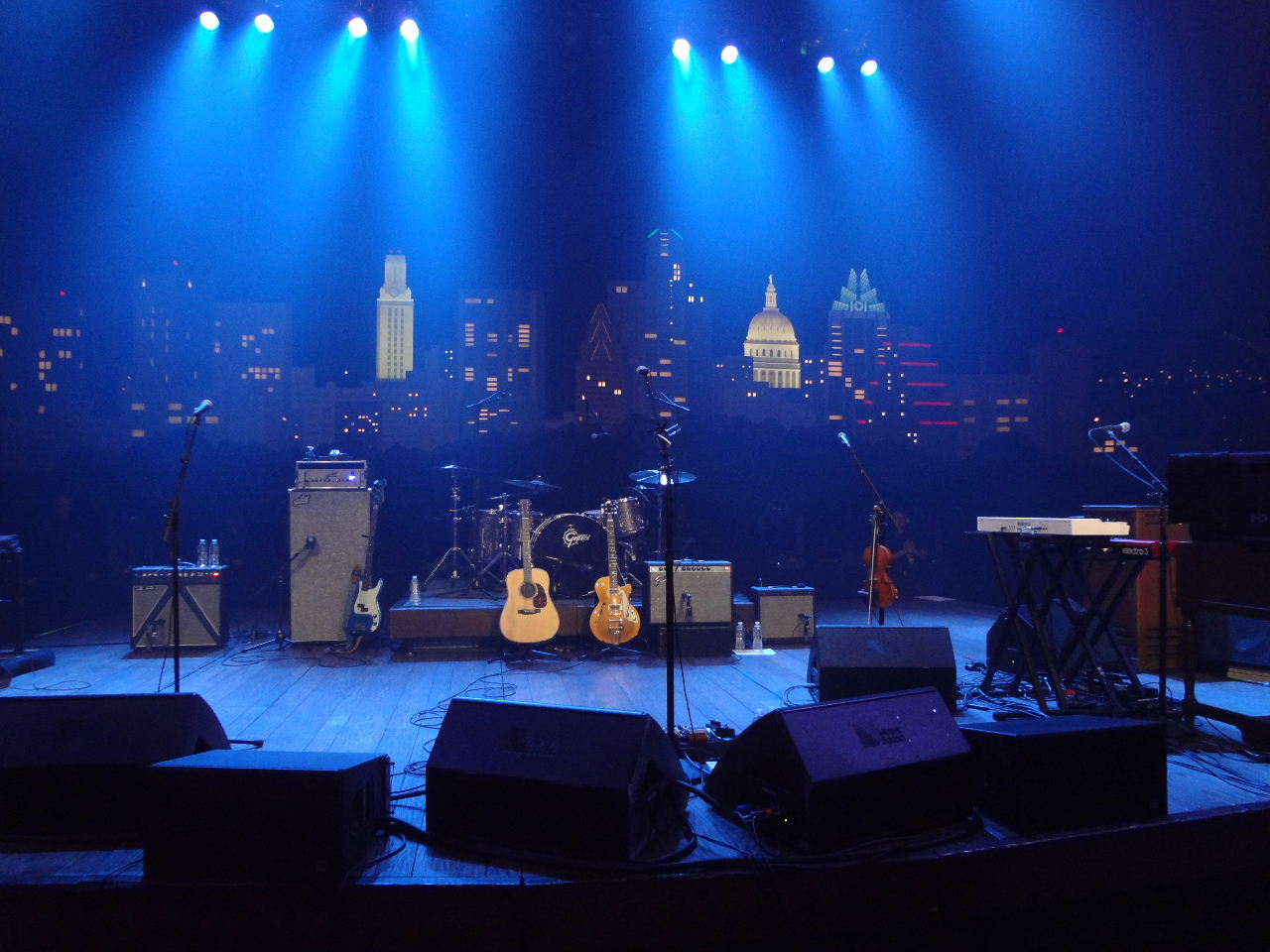
ACL Live Stage - Ron Baker

El productor ejecutivo de Austin City Limits es Terry Lickona, quien se unió al programa en 1979, durante la Temporada 4, donde se inició como productor y actualmente sigue siendo el productor ejecutivo. El primer director de Austin City Limits fue Bruce Scafe, que fue el director de las dos primeras temporadas en 1976 y 1977; Charles Vaughn asumió los puestos de director y productor en la Temporada 3 (1978); Clark Santee asumió el cargo de director en la Temporada 4 (1979); Allan Muir asumió el cargo de director en la Temporada 5 (1980), y continuó hasta la Temporada 7 (1982); Gary Menotti reemplazó a Allan Muir como director a partir de la Temporada 8 (1983) y continua en el puesto.

## Sedes

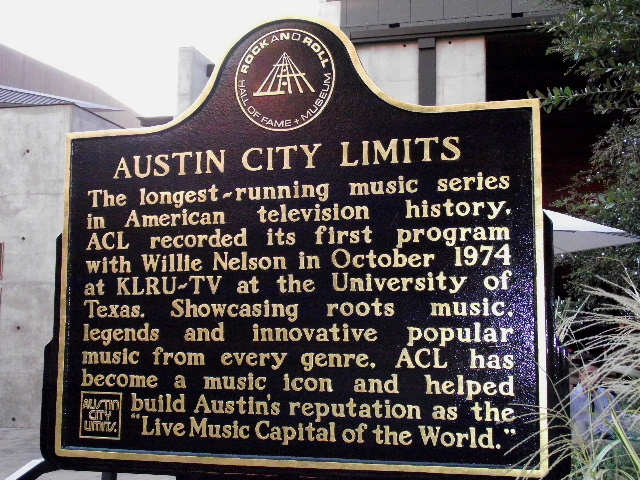
Placa Austin City Limits en el ACL Live - Moody Theater en Austin, TX (2012)

Durante las primeras 36 temporadas, Austin City Limits fue grabado en Studio 6A en el Edificio B de la Universidad de Texas en Austin, en un escenario con un simulacro horizonte de Austin en el fondo, que se introdujo en la Temporada 7 (1982). El estudio tenía una capacidad de aproximadamente 800 espectadores, pero debido al limitado acceso a las salidas de incendio, el tamaño de la audiencia fue limitado a 300. Una placa cerca de la entrada del Edificio B conmemora la emisión como el "la serie de televisión musical estadounidense de más larga duración de la historia." 
En 2010, el espectáculo y su estudio original se instalaron en el Rock and Roll Hall of Fame.
El 26 de febrero de 2011, Austin City Limits celebró su primera grabación en su nuevo escenario Austin City Limits Live en el Moody Theater (ACL Live) con un estudio, en el centro de Austin, en el Bloque 21. El auditorio está pensado para celebrar en él 100 conciertos y 100 eventos al año.

## Temporada 40
El 2 de diciembre de 2014, para la celebración de la Temporada 40 de Austin City Limits se publicó un DVD titulado "Austin City Limits Celebra 40 Años".
Austin City Limits es la serie de televisión musical estadounidense de más larga duración de la historia.

## Participantes
Ver el artículo específico: Lista de participantes en Austin City Limits

## Galería

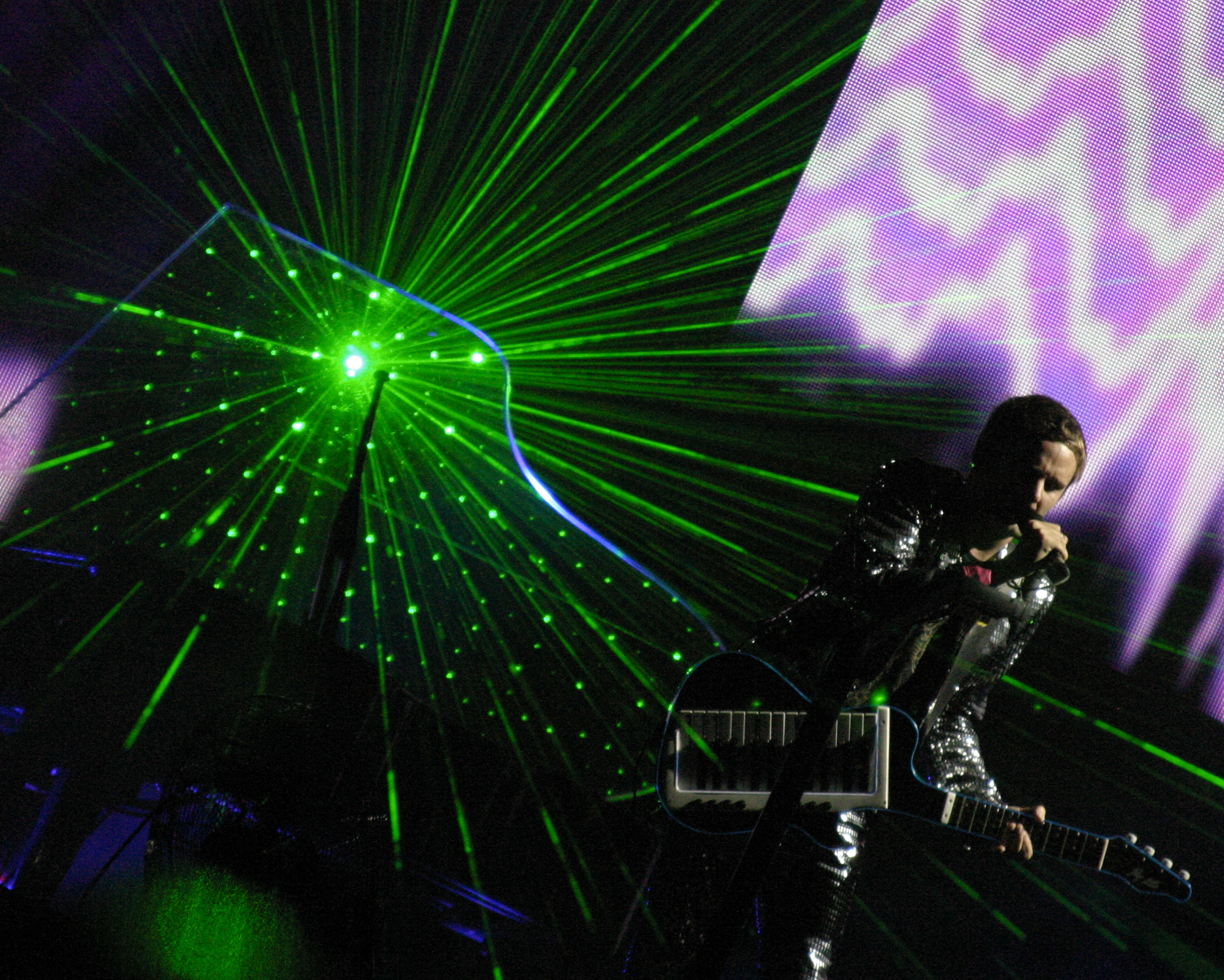
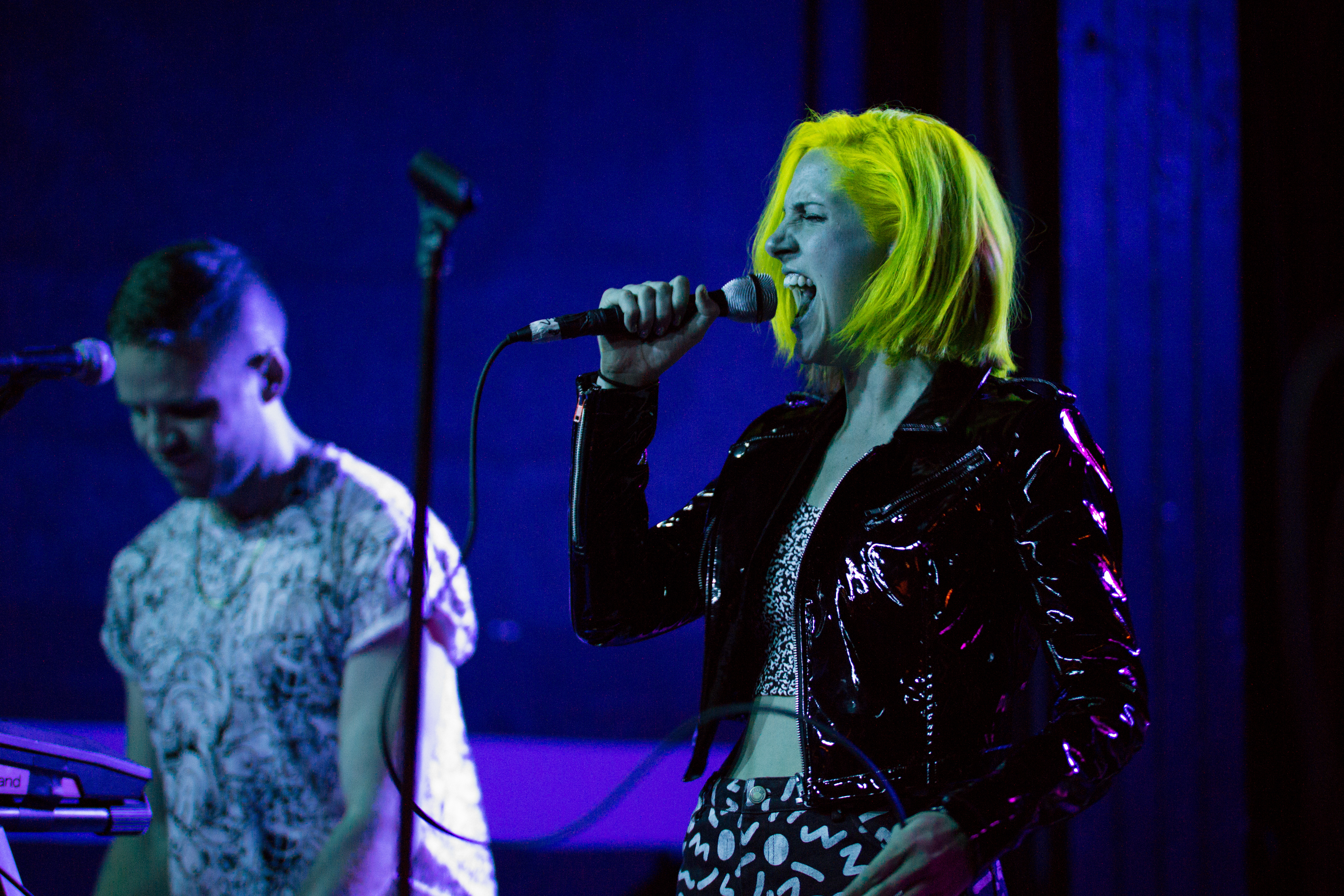
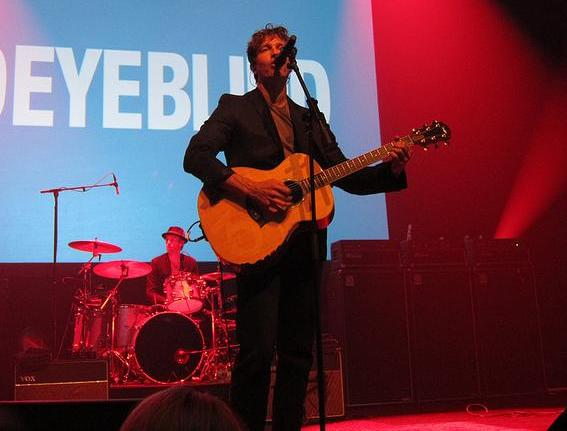
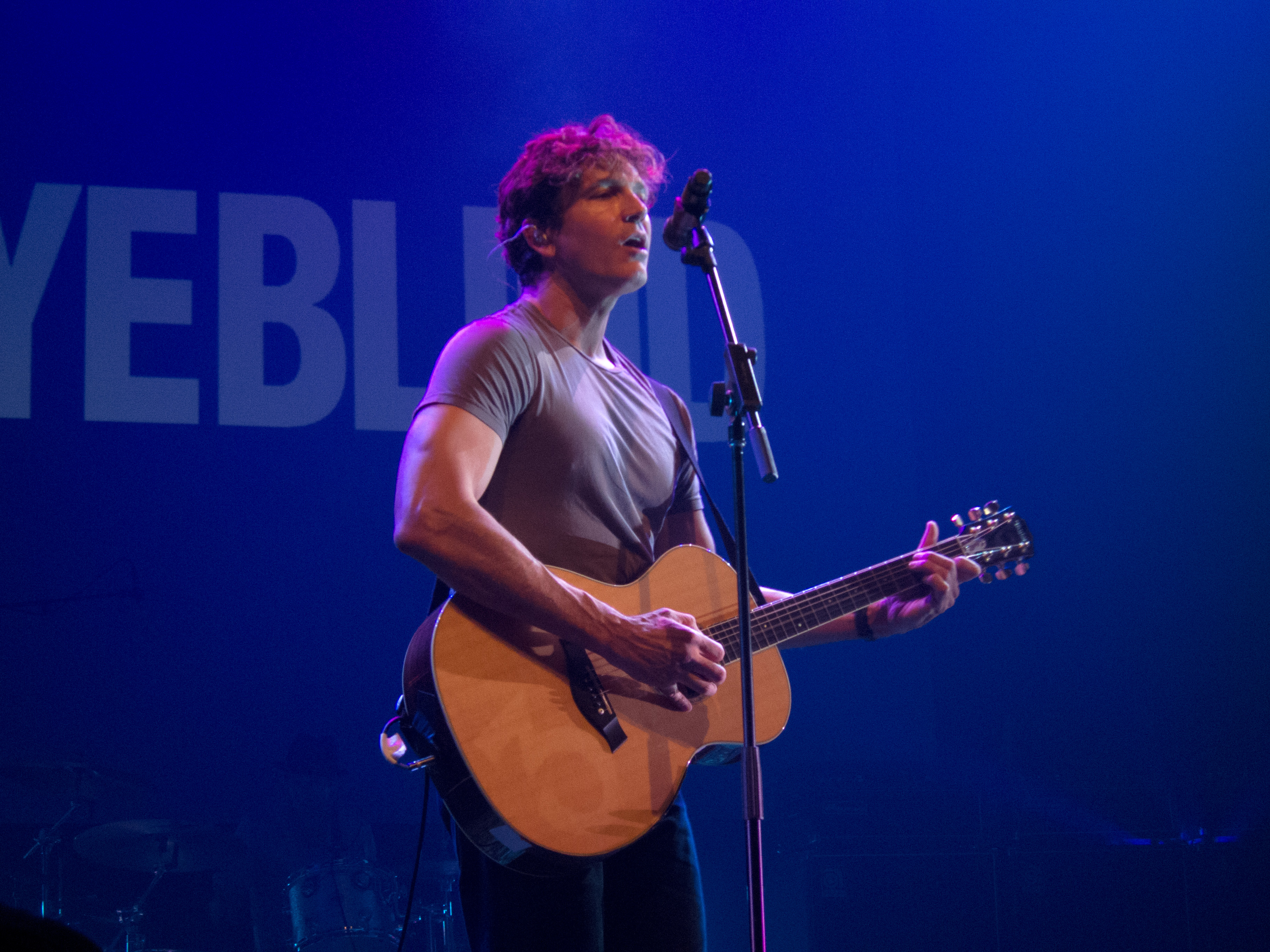
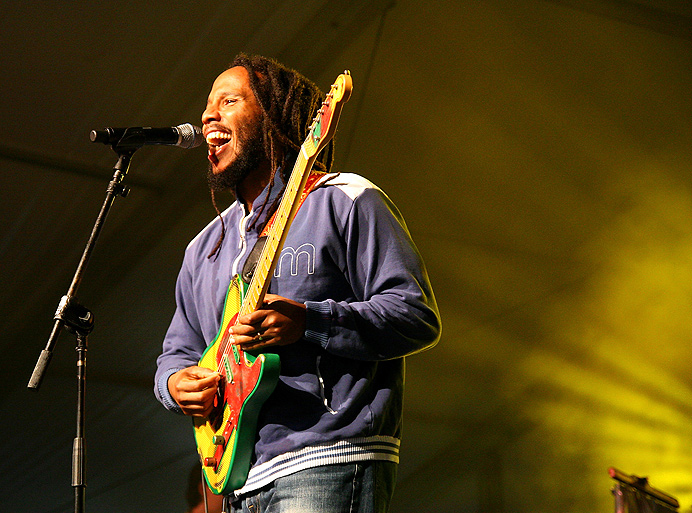
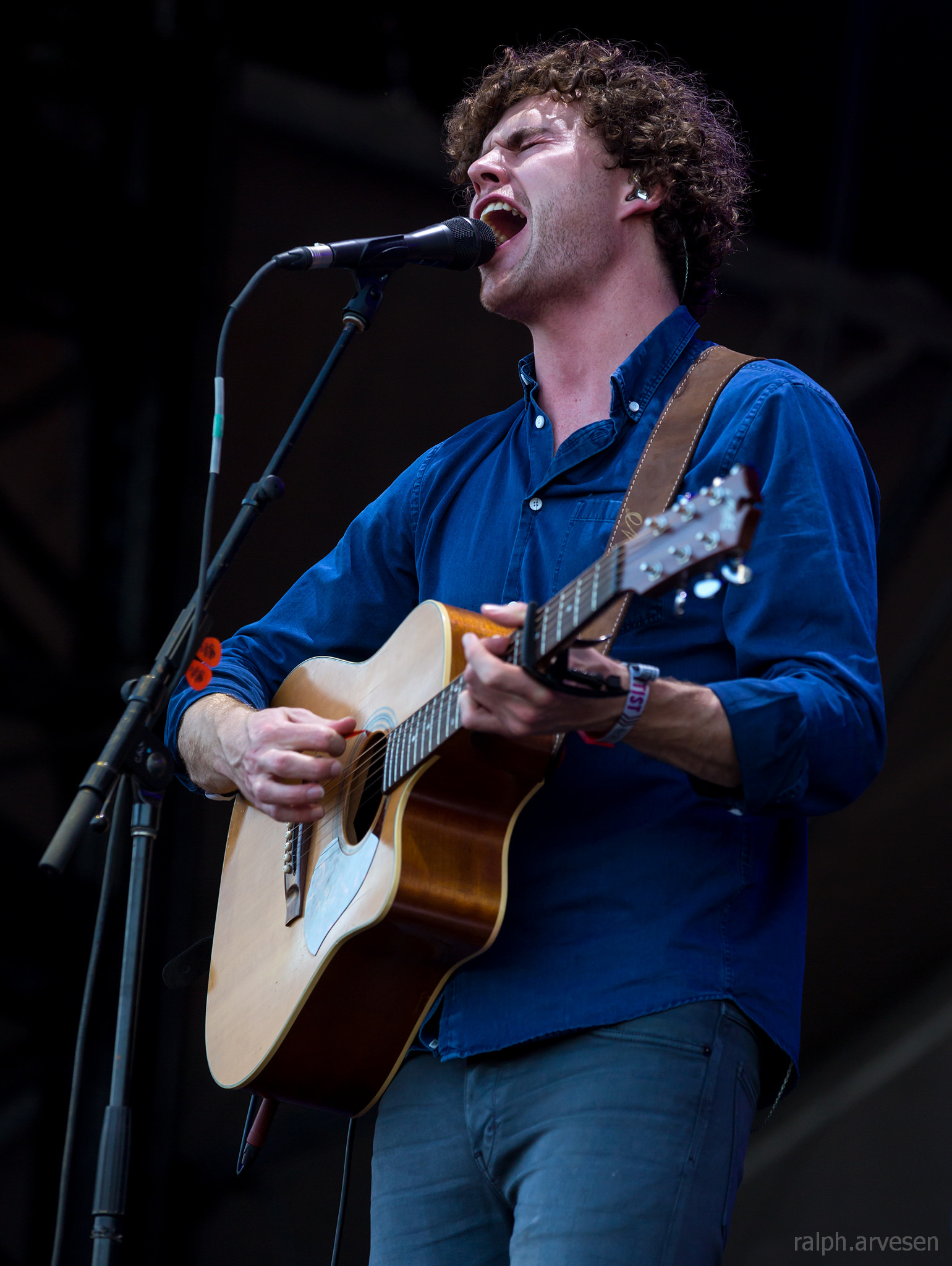
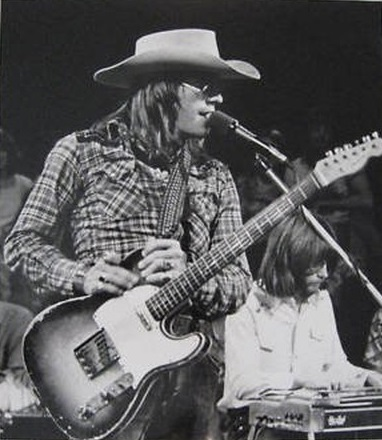
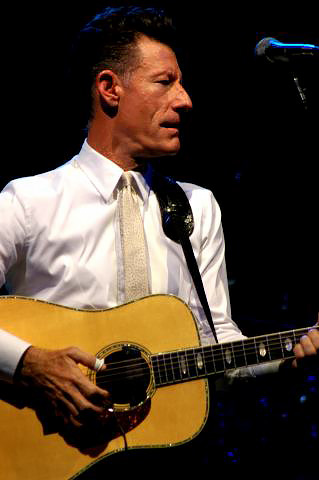
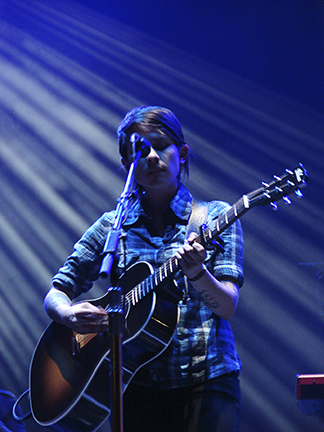
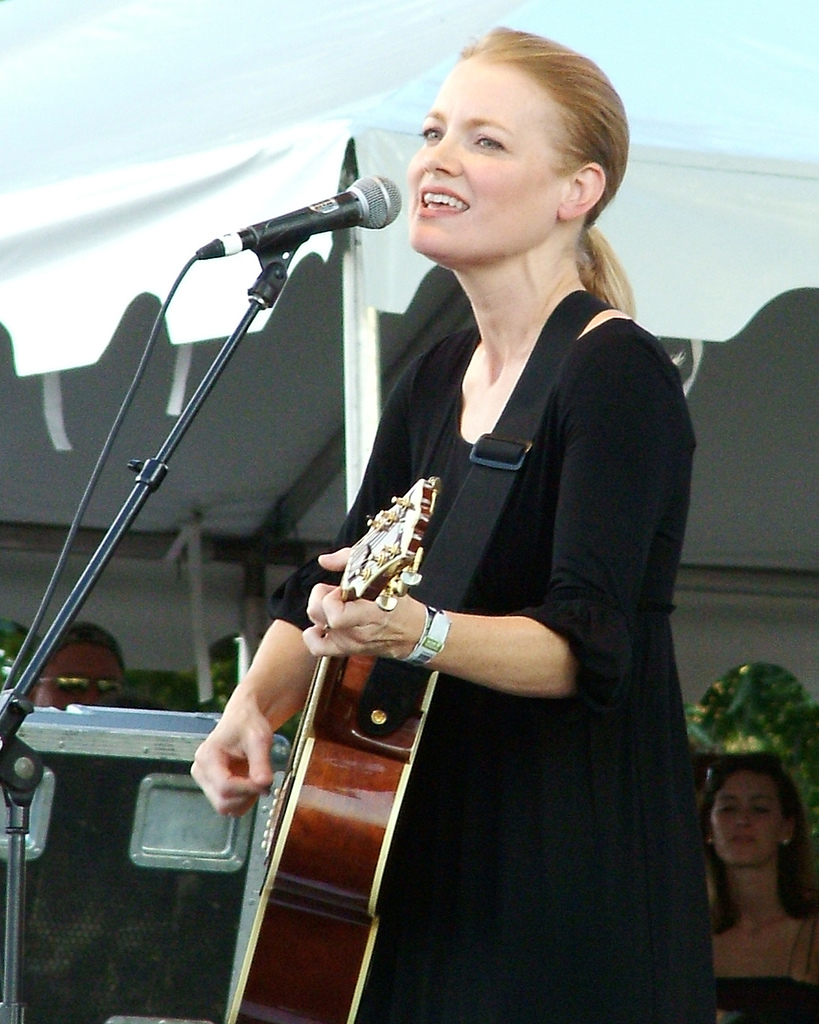
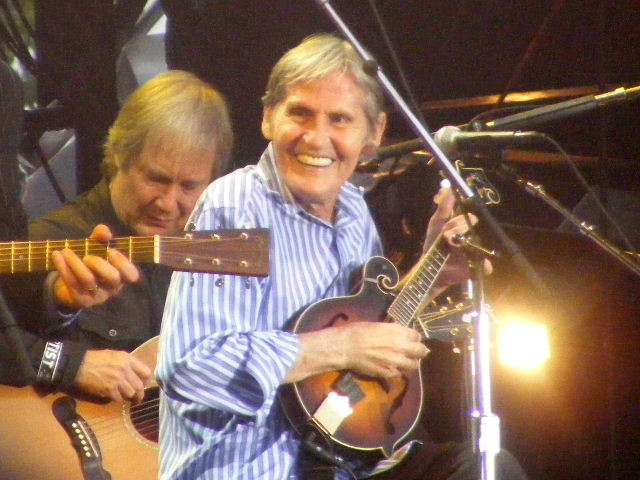
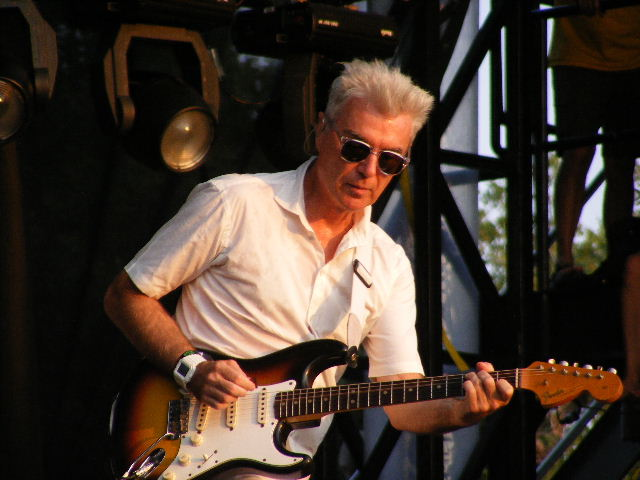
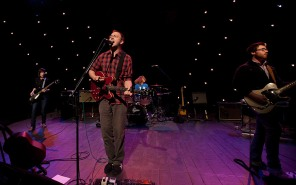
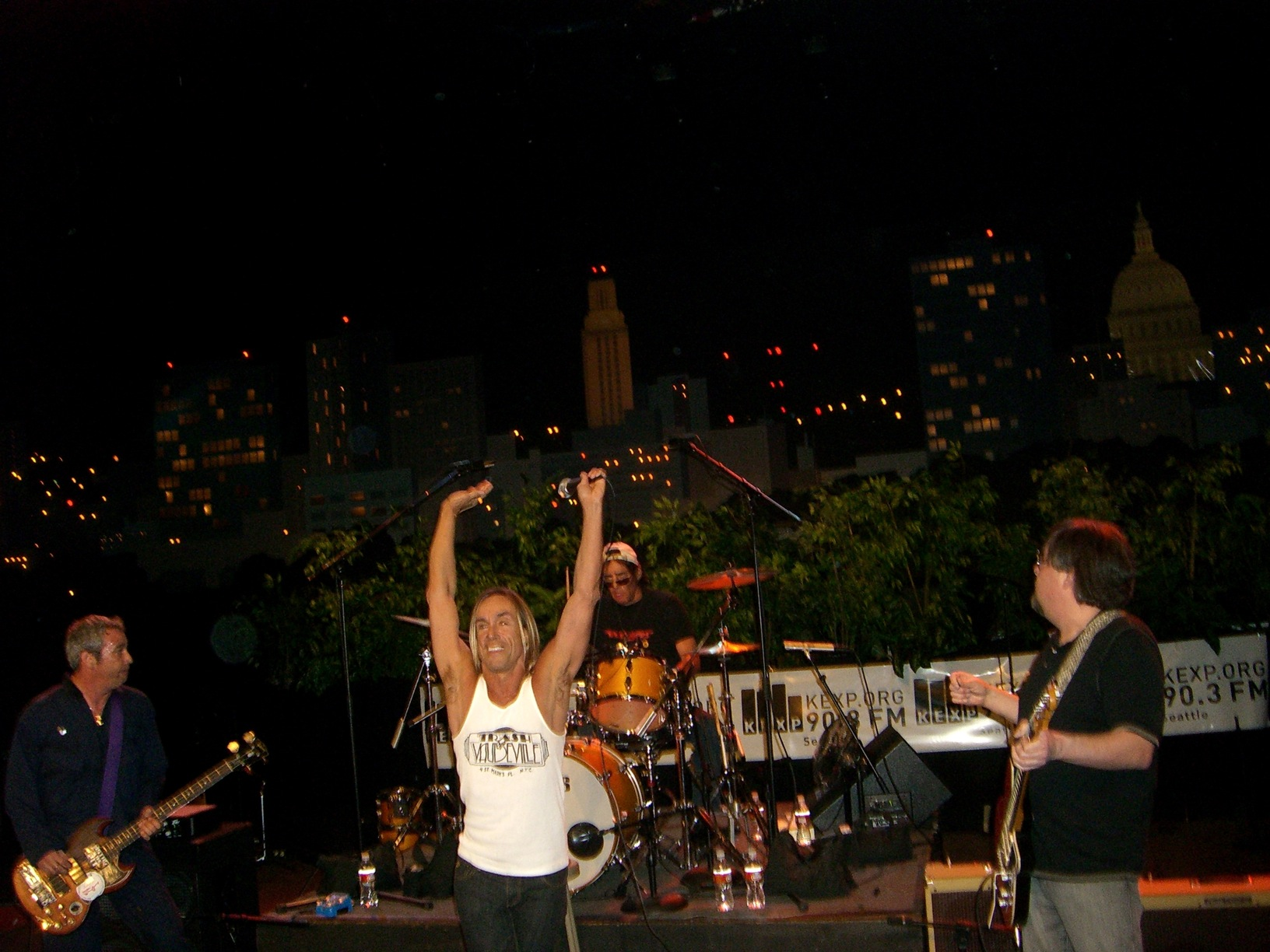